# Schwedische Division 3 (Eishockey)
Die Division 3 ist seit der Saison 1999/2000 die fünfthöchste Eishockeyliga in Schweden.

## Gruppen
| - Dalarna höst - Götaland norra - Götaland södra - Götaland västra | - Götaland östra - Norra A - Norra B - Stockholm A | - Stockholm norra - Stockholm södra - Värmland - Örebro/Västmanland |